# コィンスコヴォラ
コィンスコヴォラ（ポーランド語: Końskowola）は、ポーランド南東、クルフ近隣の村であり、クルフカ川（EN）に面し、プワヴィとルブリンのあいだに位置する。ルブリン県、プワーヴィ郡（ powiat puławski、EN）内に所在する、同名の独立基礎自治体、すなわちコィンスコヴォラ・ グミナ（群落）の邑都である。2004年現在、人口2188人。

## 名称
コィンスコヴォラ（Końskowola）という名は、字義の通りだとポーランド語の「馬（コィン、Koń）」と「意志（ヴォラ、wola）」の合成語にみえるが、実際は、農業生産を中心とする村落の一種の呼び名である「ヴォラ（wola）」と、その領主ヤン・ツ・コニナ（ヤン・コニィンスキ、すなわちコニンのヤン）の合成語で、「コニィンスキの村」という意味である考えられている。コニィンスカヴォラという表記で、1442年に記録が残されている。

## 歴史

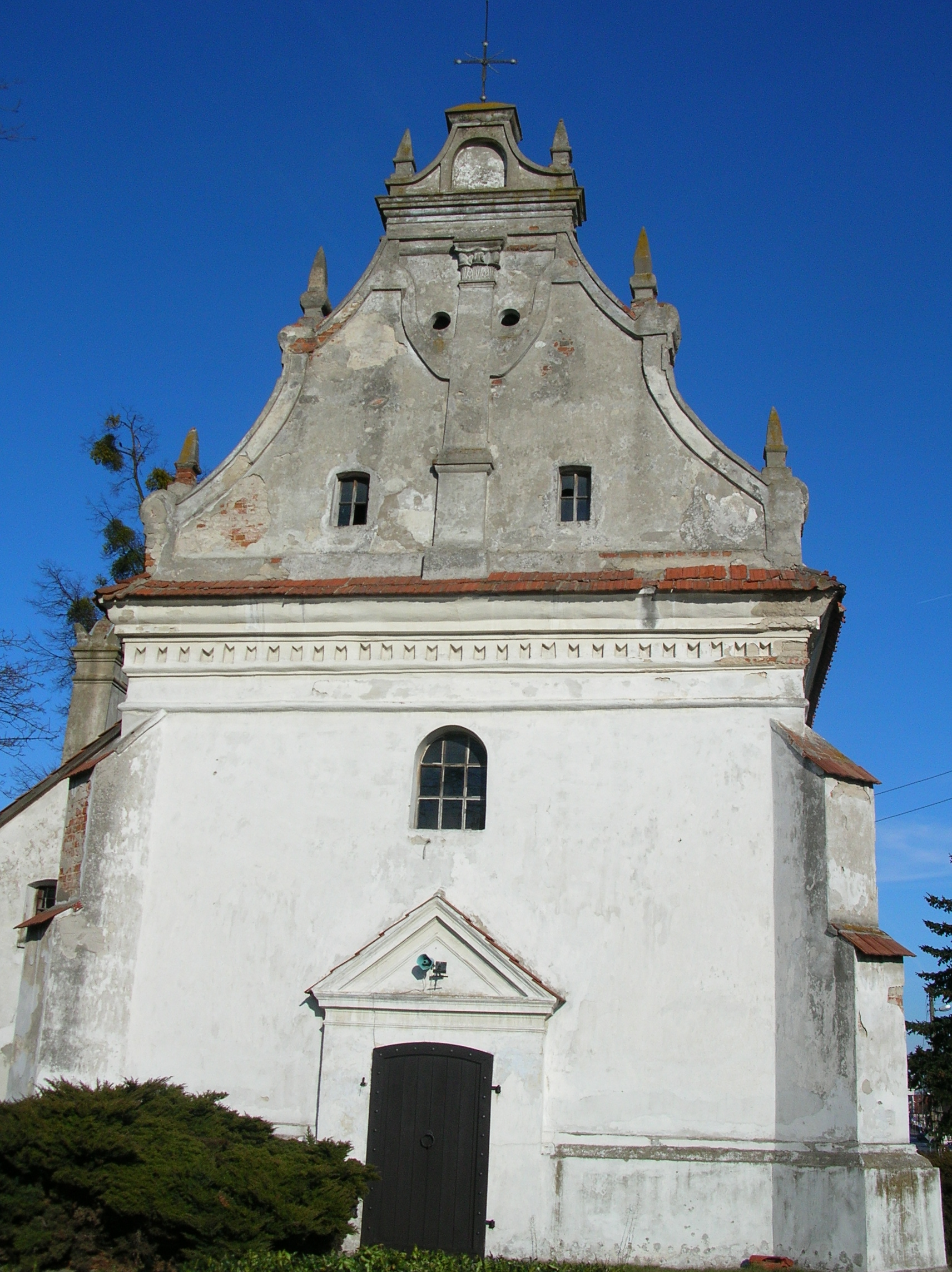
聖アンナ教会・正面

この村は、ヴィトフスカ・ヴォラという名称のもと、おそらく14世紀に設立された。その後、村の名は15世紀になって、コニィンスカヴォラという現在の形に変化した。
1532年6月8日に、この町に都市権が認められ、自治都邑となった。民営の町として、コィンスコヴォラは周辺地域における食料材料の交易中心としての役割を果たした。幾つかの織物製造工場がまた、この地には所在していた。ポーランド各地や、それ以外の場所より、多数の人々がこの地に移住してきた。移住者のなかには、ドイツのザクセンから来た人々が多数いた。
このとき以来、コィンスコヴォラは地域全体の歴史と関わりを持つことになる。1795年の第3回ポーランド分割の後、コィンスコヴォラはオーストリアに併合された。1809年には、町はナポレオンのワルシャワ公国の一部となったが、その没落後、1815年にポーランド王国の一部と結局なってしまった。1863年のポーランド・リトアニアでの一月蜂起の後、1870年には、町は最終的に都市権を喪失し、再びそれを回復することはなかった。1905年のロシア第一革命の期間、多数の連帯示威行動やストライキが、この地で組織された。1918年以降、町は再びポーランドの一部となる。
第二次世界大戦の攻撃開始と共に、1939年9月15日に、コィンスコヴォラはドイツの騎兵中隊に奪取され占領された。第二次世界大戦の期間、ドイツ人は捕虜収容所と奴隷労働のための複数の「ナチス強制収容所」をこの町に設置した。捕虜収容所は間もなく廃止されたが、強制労働キャンプは1943年を通じて運営を続けた。収容者たちは、ドイツ人のため、農場で、あるいは道路や鉄道の建設現場で働いた。
町にはゲットーが設立され、スロヴァキア出身のユダヤ人を含む多数のユダヤ人のグループがゲットーに移転させられた。1942年5月2日に、ナチス・ドイツは「行動」（アクツィオン、Aktion ）を実行に移した。これによって、多数のユダヤ人が駆り集められ、ナチスのソビボル絶滅収容所へと移送された。1942年10月に、ゲットーの収容者の殺害が行われた。ドイツの騎兵中隊からなる「第101警察予備大隊」が遂行した虐殺にあって、女性と子供たちを含む、およそ 800人から 1000人のユダヤ人たちが近くの森に連れて行かれ殺戮された。ゲットーに残った居住者は、別の収容所に移送された。
1944年の夏に赤軍の部隊が接近すると共に、ドイツ人は町を焼き払う計画を立てた。1944年7月25日に、ドイツの占領部隊は、「農民大隊」（バタリヨニ・フウォプスキェ、Bataliony Chłopskie、EN）のポーランド・パルチザン部隊と合流した国内軍（アールミヤ・クラヨーヴァ）の戦士たちとの戦闘に突入した。ソ連赤軍騎兵中隊の到着と共に、反ファシスト連合の戦闘員たちは、この地域の解放を確保することに成功した。

## 観光

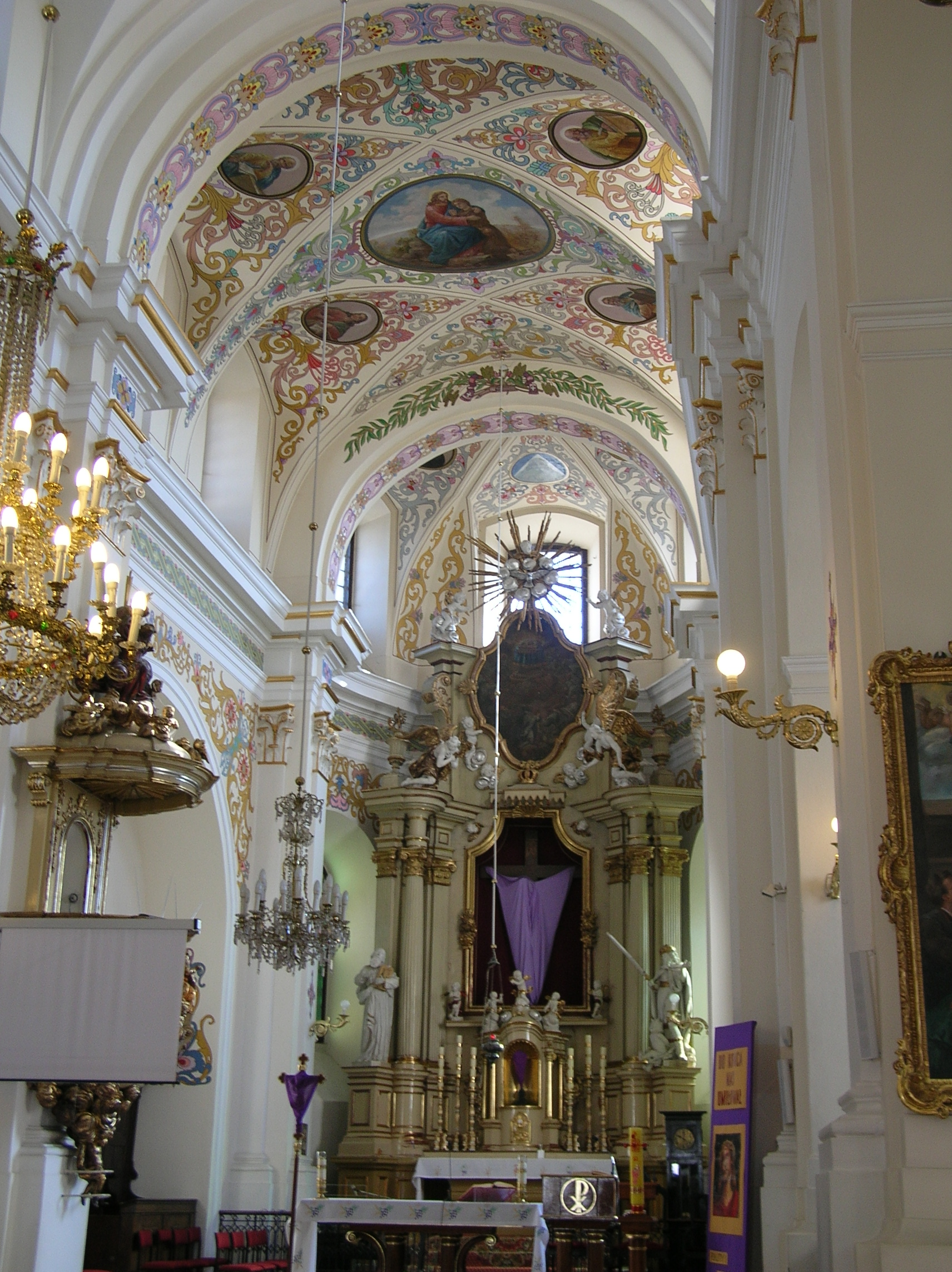
復元・教会内部

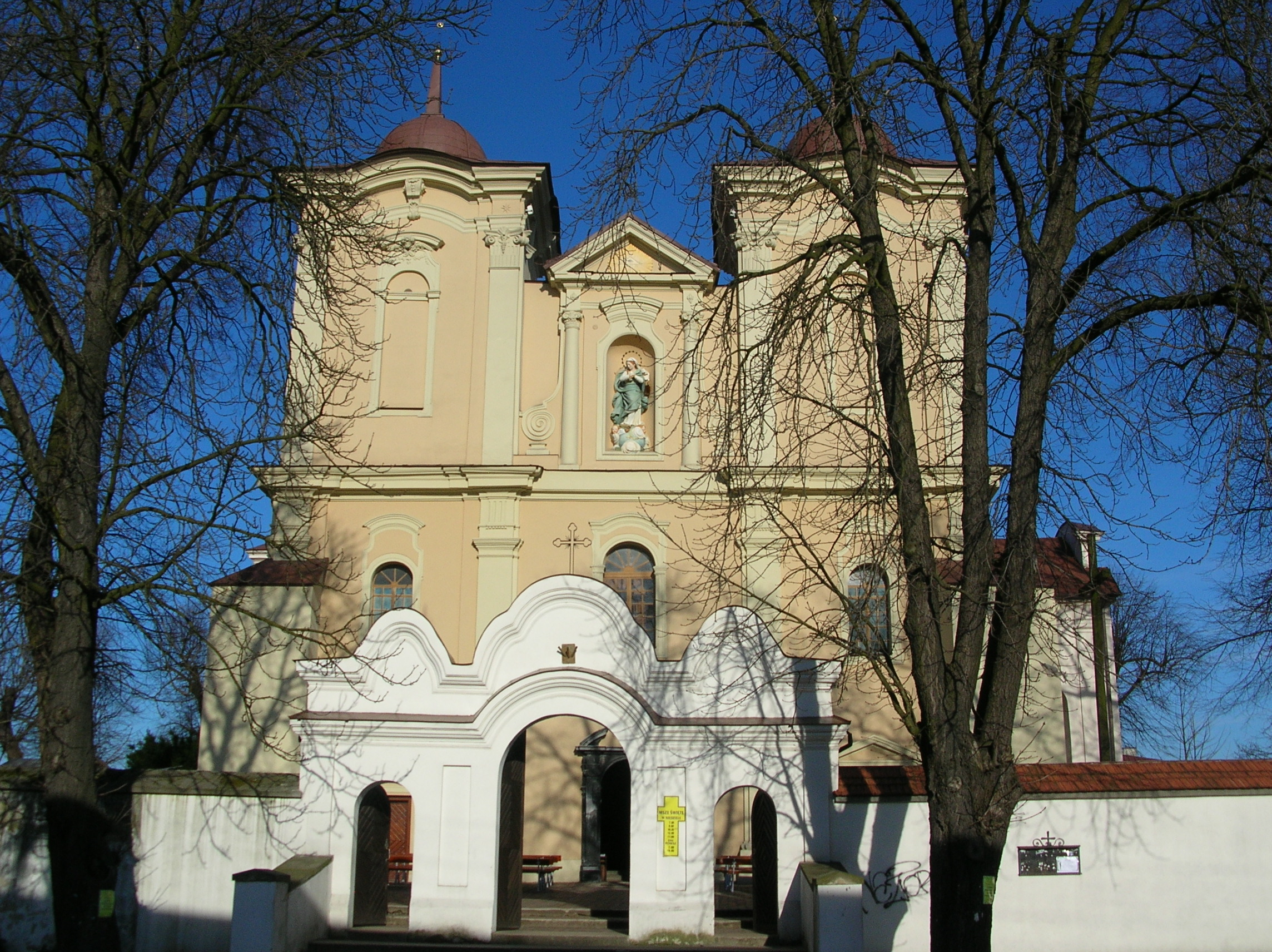
ファン・ハメレン復元の教会

観光場所としては、1670年頃、ヤン3世ソビエスキの妃マリア・カジミェラに仕えたオランダ人建築家ティールマン・ファン・ハメレン（Tielman van Gameren、EN）が復元したカトリックの教会と、それに付属するオパリィンスキとルボミルスキ一族の墓所が著名である。また「ルブリン・ルネッサンス」建築様式で、1613年に建造されたカトリックの教会も著名である。この建築様式の最良の実例見本は、コィンスコヴォラにあるこの教会と、いま一つは、カジミエシュ・ドルヌィ（EN）にある教会である。またルーテル派墓地の遺跡がある。
コィンスコヴォラはまた、ポーランドの詩人であるフランチシェク・ディオニズィ・クニャジニン（Franciszek Dionizy Kniaźnin、EN）とフランチシェク・ザブウォツキ（Franciszek Zabłocki、EN）の逝去の地として知られる。

## その他
ポーランドの著名な作家であり、ノーベル文学賞受賞者であるヘンリク・シェンキェヴィチ は、彼の歴史小説である『炎と剣によって』（EN）のためメモを造り、そのなかで次のように言及している：「……ここコィンスコヴォラも、たいへんまずいビールだ、とザクウォバ氏は気づいた……」